# Thure Johansson
Thure Emanuel Johansson (Jukkasjärvi, 11 settembre 1912 – Arboga, 12 marzo 1986) è stato un lottatore svedese, specializzato nella lotta libera.

## Palmarès
- Giochi olimpici

Londra 1948: bronzo nei pesi mosca.